# Parachimarrhis breviloba
Parachimarrhis breviloba är en måreväxtart som beskrevs av Adolpho Ducke. Parachimarrhis breviloba ingår i släktet Parachimarrhis och familjen måreväxter. Inga underarter finns listade i Catalogue of Life.